# Management SOOP
Management SOOP (кор. 매니지먼트 숲) — южнокорейское актёрское агентство, основанное в 2011 году, и в настоящий момент являющееся дочерней компанией Kakao M. В агентстве состоят актёры Кон Ю, Чон Доён, Кон Хёджин, Сюзи и другие.

## История
Агентство было основано 19 апреля 2011 года Ким Джангюном, который ранее работал в Sidus HQ и NOA Entertainment (ныне Fantagio).
27 июня 2018 года компания Kakao M подтвердила слухи о том, что ведёт переговоры о приобретении акций трёх актёрских агентств: BH Entertainment, J,WIDE-Company и Management SOOP. Kakao M приобрела 99,36 % акций Management SOOP за 14 миллиардов вон.

## Артисты
- Ким Тхэгём[кор.] (с января 2017)
- Ким Джэук[англ.] (с июня 2017)[3]
- Ким Джису (с января 2017)
- Кон Хёджин (с апреля 2011)
- Кон Ю (с октября 2011)
- Ли Джэджун[англ.] (с сентября 2013)
- Ли Чхонхи[англ.] (с февраля 2013)[4]
- Нам Джихён[англ.] (с марта 2015)[5]
- Нам Джухёк (с апреля 2020)[6]
- Пак Ёну[кор.]
- Сюзи (с апреля 2019)[7]
- Со Хёнджин[англ.] (с января 2018)[8]
- Чан Сонхун
- Чон Гарам[англ.] (с октября 2016)
- Чон Доён (с августа 2011)[9]
- Чон Сони[англ.]
- Чон Юми (с марта 2016)[10]
- Чхве У Сик (с ноября 2018)[11]
- Ю Мингю[англ.] (с сентября 2013)

## Бывшие артисты
- Ким Мин Хи (с сентября 2012[12] по январь 2016)
- Рю Сынбом[англ.]
- Су Э[англ.] (с сентября 2013[13] по декабрь 2014)
- Чон Иру (с мая 2012 по апрель 2013)[14]